# گودال گل

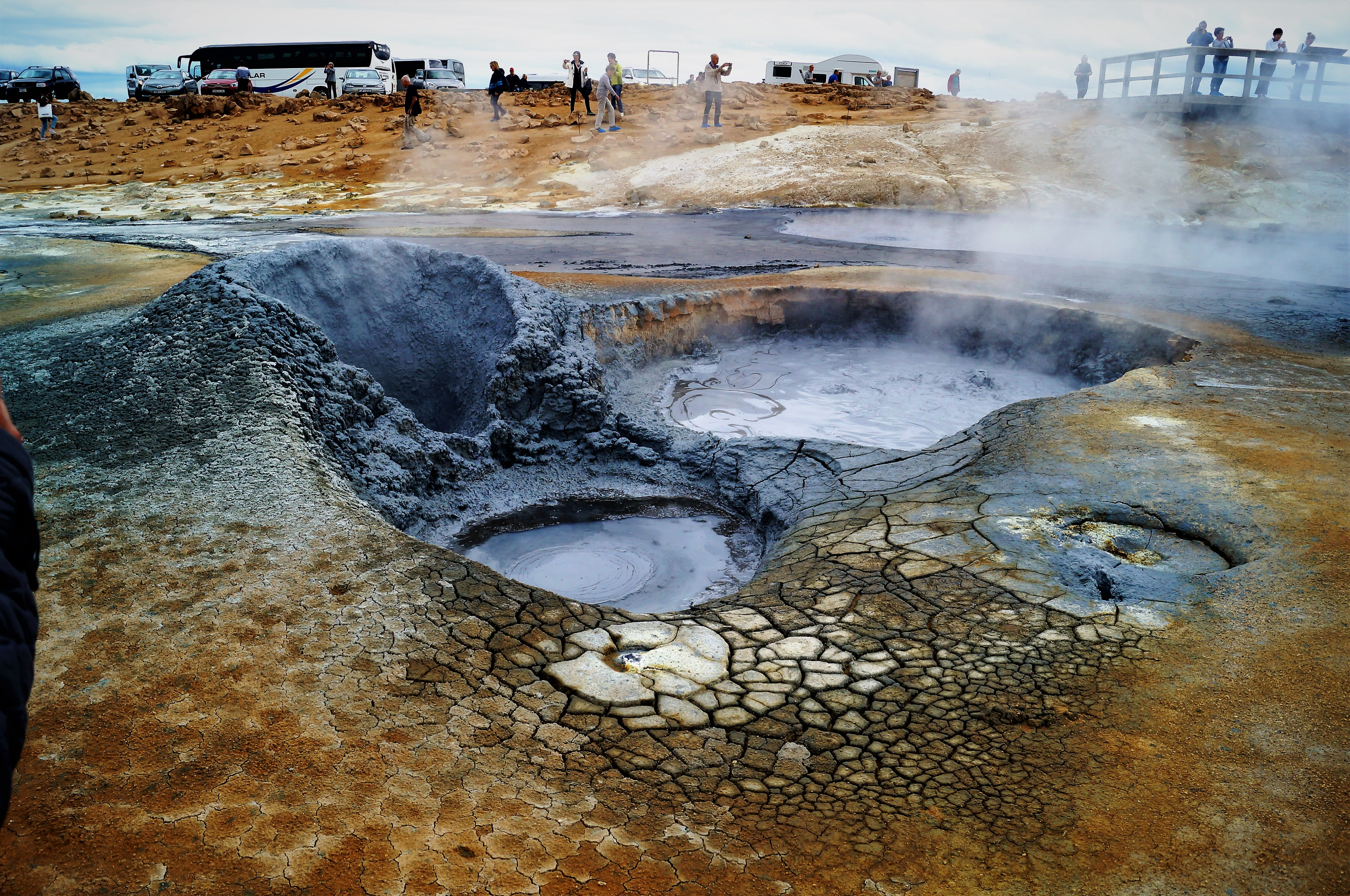
گودال گلی بر فراز یک شکاف آتشفشانی در کرافلا، ایسلند

گودال گل (به انگلیسی: Mudpot)، نوعی چشمه آب گرم اسیدی یا دودخان است که آب محدودی دارد. معمولاً به شکل حوضچه‌ای از گل جوشان است. اسید و میکروارگانیسم‌ها سنگ‌های پیرامون را به خاک رس و گل تجزیه می‌کنند.